# 長野県中野実業高等学校
長野県中野実業高等学校（ながのけんなかのじつぎょうこうとうがっこう）は、長野県中野市に存在した公立高等学校。
略称は「実高」（じつこう）或いは「中実（なかじつ）」。文化祭は「実高祭」と称していた。

## 沿革
- 1906年4月26日 - 長野県下高井郡立乙種農蚕学校として開校。
- 1909年4月 - 下高井農蚕学校に改称。
- 1911年4月 - 商業科を設置、下高井郡立農商学校に改称。
- 1920年4月 - 長野県下高井農商学校に改称。
- 1924年3月 - 商業科を中野町立実科商業学校として分離。
- 1924年4月 - 長野県下高井農学校に改称。
- 1939年4月 - 中野町立中野実科商業学校を長野県中野商業学校に改称。
- 1941年4月 - 長野県下高井農学校に長野県中野商業学校を合併、長野県中野農商学校に改称。
- 1948年4月1日 - 学制改革により、長野県中野実業高等学校となる。農業科、商業科を設置。
- 1948年5月 - 定時制課程（農業科、商業科）を設置。
- 1961年4月 - 全日制工業科（機械科）を設置。
- 1963年4月 - 電気科を設置、全日制農業科を廃止。
- 1964年4月 - 土木科を設置。
- 1965年4月 - 定時制機械科を設置。
- 1972年4月 - 全日制普通科を設置。
- 1976年3月 - 定時制農業科を廃止。
- 1978年3月 - 定時制商業科を廃止。
- 1987年3月 - 全日制普通科を廃止。
- 2003年4月 - 定時制普通科を設置。
- 2006年10月 - 創立100周年記念式典。
- 2007年4月 - 中野高等学校と統合し、総合学科の長野県中野立志館高等学校に転換。
- 2009年3月7日 - 全日制卒業式及び全日制商業科工業科閉科式
- 2009年3月 - 閉校。

## 著名な出身者
- 金谷剛（元プロ野球選手）
- 荒井広宙（競歩選手）
- 作山憲斗（スキージャンプ選手）
- 真島ヒロ（漫画家）
- 山田勝久（元長野県中野市長）
- 小林栄次（実業家）

## 校章
- 校章 - ウェイバックマシン（2017年9月29日アーカイブ分）

## 校歌・応援歌
- 校歌　・野球部応援歌

## 最寄駅
- 長野電鉄長野線：信州中野駅